# Gottlob Müller
Gottlob Müller (* 17. März 1895 in Kitzingen/Unterfranken; † 28. April 1945 in Berlin-Gatow) war ein deutscher Offizier in der Luftwaffe der Wehrmacht während des Zweiten Weltkriegs, zuletzt im Rang eines Generalmajors.

## Leben
Müller trat nach Beginn des Ersten Weltkrieges in das kaiserliche Heer ein und diente in der Infanterie. Im Jahre 1915 wurde er schwer verwundet und lag monatelang im Lazarett. Hier erhielt er am 24. Juni 1915 seine Beförderung zum Leutnant. Nach seiner Genesung folgten zwei weitere Verwundungen bei Kampfhandlungen, bevor er am 29. Oktober 1917 zur Fliegertruppe wechselte und eine Flugzeugführerausbildung aufnahm. Diese absolvierte er in der Fliegerersatz-Abteilung Schleißheim, der Fliegerschule 7 und der bayerischen Fliegerersatz-Abteilung II. Anschließend wechselte er am 11. Mai 1918 zum Armeeflugpark 18, ab 7. Juni zur Flieger-Abteilung A 290 und nach einer kurzen Ausbildung an der Jagdfliegerschule II, ab 10. Juli zur Jagdstaffel (Jasta 79).
Nach Kriegsende wurde er in die Reichswehr übernommen und diente in der Kraftfahr-Abteilung 7 der 7. Division. Dort erhielt er am 1. Oktober 1923 die Beförderung zum Oberleutnant und am 31. März 1928 zum Hauptmann. Anschließend ging er auf den sowjetischen Flugplatz Lipezk, um dort eine geheime Fliegerausbildung aufzunehmen. Danach, im Jahre 1931 hospitierte er bei der schwedischen Luftwaffe, bevor er am 1. Februar 1932 nach Lipezk zurückging und dort Leiter der Fliegerausbildung wurde.
Am 1. Oktober 1933 wechselte er am 1. Oktober 1933 als Hauptmann zur Luftwaffe und übernahm die Leitung der Jagdfliegerschule Schleißheim. Anschließend übernahm er ab dem 1. Oktober 1934, inzwischen als Major, eine Abteilung im Luftkreiskommando V, wo er am 1. Oktober 1936 zum Oberstleutnant befördert wurde. Später, ab dem 1. März 1937, führte er als Gruppenkommandeur die III. Gruppe des Kampfgeschwaders 255 unter gleichzeitiger Übernahme des Fliegerhorstes Memmingen. Nachdem er vom 1. April 1938 bis zum 1. September ohne Aufgabe zur Verfügung stand, erhielt er das Amt eines Gruppenleiters L In 5 im Reichsluftfahrtministerium (RLM). Nach seiner Beförderung zum Oberst am 1. Januar 1939 wurde er Kommandeur der Kampf-, Schlacht- und Aufklärungsfliegerschulen, bevor er am 1. September als Höherer Kommandeur der Kampf- und Sturzkampffliegerschulen fungierte. Anschließend führte er ab dem 11. Juni 1941 das Flugplatz-Kommando 10/III im Luftgau-Kommando Belgien-Nordfrankreich, wo er am 1. November die Beförderung zum Generalmajor erhielt. Danach, ab dem 5. August 1942 wurde er Befehlshaber des Luftgau-Stabs z.b.V. Afrika, später umbenannt in Luftgau-Stab z.b.V. Tunis/Luftgaukommando Tunis. Am 8. Juni 1943 erhielt er das Ritterkreuz des Eisernen Kreuzes und wenig später das Deutsche Kreuz in Silber. Am 15. Oktober übernahm er die Aufgaben eines Kommandeurs der 3. Fliegerschuldivision, bevor er am 3. Februar 1945 Luftwaffen-Verbindungsoffizier beim Wehrkreis III wurde. Er fiel am 28. April bei der Schlacht um Berlin auf dem Flugplatz Berlin-Gatow.